# جدجداوية شجرية
الجدجداوية الشجرية (الاسم العلمي: Oecanthini) هي قبيلة من الحشرات تتبع فصيلة الجداجد الحقيقية من رتبة مستقيمات الأجنحة.

## أجناس الجدجداوية الشجرية
- الجدجد الشجري